# NGC 4934
NGC 4934 ist eine 14,2 mag helle Linsenförmige Galaxie mit aktivem Galaxienkern vom Hubble-Typ S0/a im Sternbild Haar der Berenike am Nordsternhimmel. Sie ist schätzungsweise 271 Millionen Lichtjahre von der Milchstraße entfernt und hat einen Durchmesser von etwa 80.000 Lj.
Im selben Himmelsareal befinden sich u. a. die Galaxien NGC 4929, NGC 4931, NGC 4943, IC 4111.
Das Objekt wurde am 20. April 1865 von Heinrich Louis d’Arrest entdeckt.